# Accidente ferroviario de Bihar
El accidente ferroviario de Bihar fue un accidente que ocurrió en Bihar, el 6 de junio de 1981, un tren de pasajeros que transportaba a más de 800 pasajeros entre Mansi (Dhamara Pul) y Saharsa, India, descarriló y se hundió en el río Bagmati mientras cruzaba un puente.
Después de cinco días, se recuperaron más de 200 cuerpos, con cientos más desaparecidos que se temía que fueran arrastrados por el río. Las estimaciones del total de muertes oscilan entre 500 y 800 o más.. En la tarde del 12 de junio, el gobierno había completado sus esfuerzos de recuperación y había emitido un saldo oficial de muertos de 235 pasajeros (incluidos los cuerpos de 3 pasajeros que no habían sido recuperados), con 88 sobrevivientes..
El accidente es uno de los accidentes ferroviarios más mortales jamás registrados. La causa del accidente es incierta ya que el accidente no estaba bien documentado. Existen múltiples teorías:
- Un ciclón[4]
- Inundaciones repentinas[5]
- Fallo del freno al intentar evitar golpear a una vaca.[6]